# Morf
Morf ist ein deutscher Familienname.

## Namensträger
- Anny Klawa-Morf (1894–1993), Schweizer sozialistische Frauenrechtlerin
- David Morf (1700–1773), Baumeister in der Schweiz
- Doris Morf (1927–2003), Schweizer Politikerin (SP), Verlegerin und Schriftstellerin
- Fritz Morf (1928–2011), Schweizer Fußballspieler
- Gustav Morf (1900–1978), Schweizer Arzt, Psychologe, Journalist und Politiker (LdU)
- Hans Morf (1896–1990), Schweizer Jurist und Bundesbeamter
- Heinrich Morf (Romanist) (1854–1921), Schweizer Romanist, Sprachwissenschaftler und Literaturwissenschaftler
- Heinrich Morf (Pädagoge) (1818–1899), Schweizer Pädagoge
- Isabel Morf (* 1957), Schweizer Journalistin und Autorin
- Romy Morf-Bachmann (* 1989), Schweizer Handballspielerin
- Rudolf Morf (1839–1925), Schweizer Gewerkschafter und Politiker (SP)